# Conselheiro Lafaiete
 (septembre 2024).
Conselheiro Lafaiete est une ville brésilienne de l'État du Minas Gerais. Sa population était estimée à 118 578 habitants en 2010. La municipalité s'étend sur 370 km2.

## Maires
| Période | Période | Identité    | Étiquette | Qualité |
| ------- | ------- | ----------- | --------- | ------- |
| 2009    | 2012    | José Milton | PSDB      |         |

## Géographie
Conselheiro Lafaiete est stratégiquement situé entre trois grands centres de consommation : il se trouve à seulement quelques kilomètres des centres de consommation du sud-est du Brésil et à proximité des couloirs d'exportation de Santos, Vitória et Rio de Janeiro.
La municipalité appartient à la microrégion de Conselheiro Lafaiete, qui appartient à la mésorégion métropolitaine de Belo Horizonte. La population de la microrégion de Conselheiro Lafaiete selon le recensement IBGE de 2006 était de 238 172 habitants et est divisée en douze municipalités. Sa superficie totale est de 2 945,615 km².